# Sveto brdo
Sveto brdo je drugi po veličini vrh Velebita visine 1752 m. Nalazi se na jugoistočnom kraku planine, i pripada u vrhunce Južnog Velebita, gdje se i nalazi najviši vrh Velebita – Vaganski vrh.
Njegov vrh se jasno ističe na horizontu gledanom s morske strane Velebita, na području od otoka Paga do otoka Pašmana, jer se nakon njega (u jugoistočnom smjeru) naglo gubi visina Velebita prema vrhuncu Ćelavcu (1198 m), prijevoju Prezid (766 m n.v.) što povezuje gradove Gračac i Obrovac (tom se cestom odvijao glavni promet na relaciji Zagreb – Zadar prije proboja tunela Sveti Rok na trasi autoceste A1), te zadnjem višem vrhu Crnopcu (1402 m).

## Vanjske poveznice
|  | Zajednički poslužitelj ima još gradiva o temi Sveto brdo |